# کیای

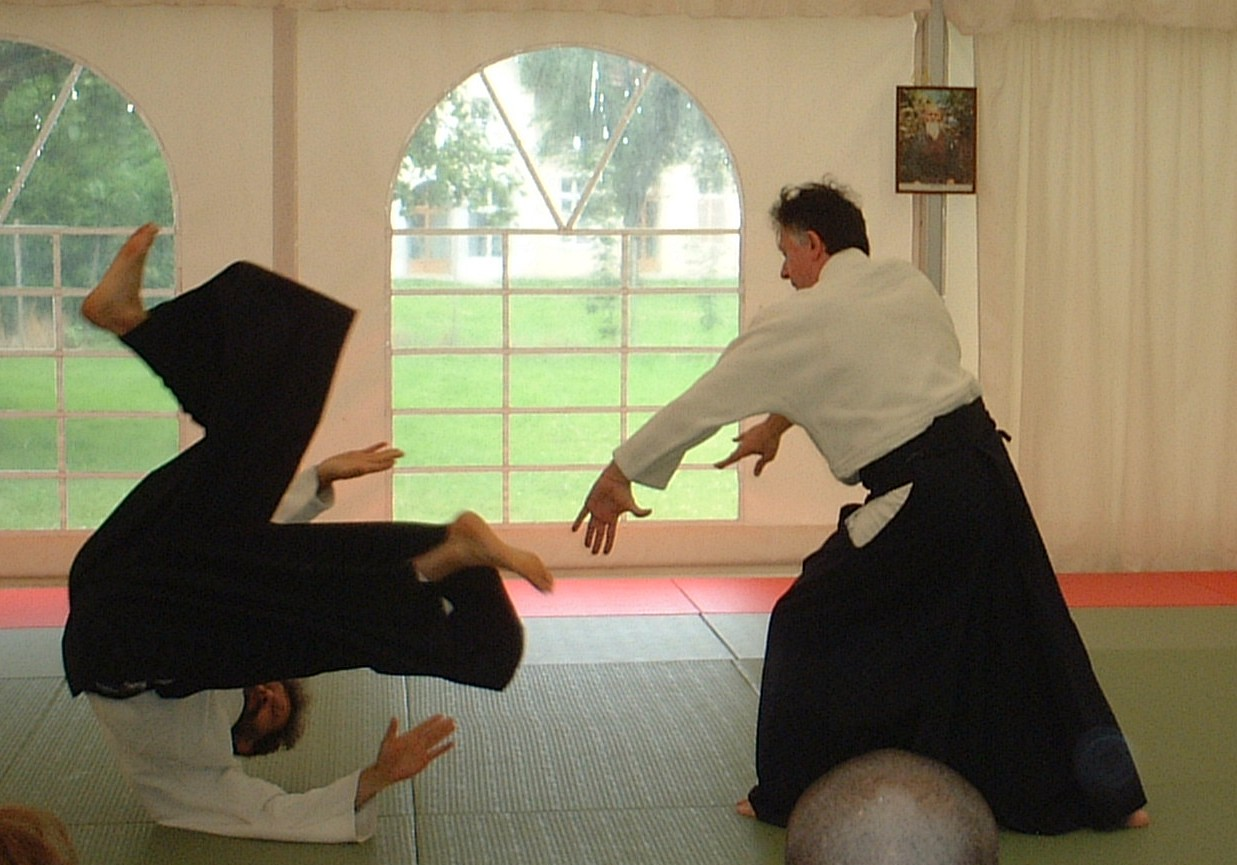
اجرای تکنیکی در آیکیدو

کیای (به ژاپنی: 気合 یا 気合い) اصطلاحی در هنرهای رزمی است و معمولاً به فریادی اشاره دارد که در هنگام اجرای تکنیک‌ها زده می‌شود. این واژه از دو بخش کی (気) به معنی ذهن، اراده یا روان و آی (合 یا 合い) کوتاه شده فعل آواسو (合わす) به معنی به‌هم‌پیوستن تشکیل شده‌است. این واژه در هنرهای رزمی کره‌ای کیاپ (به کره‌ای: 기합) خوانده می‌شود. 
در هنرهای رزمی چون تکواندو، کاراته، کِندو، آیکیدو و جودو ورزشکاران در هنگام اجرای تکنیک از کیای برای تمرکز انرژی خود بهره می‌برند. این واژه همچنین به فریاد همراه برخی از ضربات در هنگام اجرای فرم نیز اشاره دارد.
هنر استفاده از کیای در هنرهای رزمی کیایجوتسو نامیده می‌شود البته کیایجوتسو در واقع هنر استفاده از کی است.